# Winfried Matthes
Winfried Matthes (* 5. Juli 1941 in Berlin; † 3. November 2010) war Professor für Betriebswirtschaftslehre an der Bergischen Universität Wuppertal. Er war Inhaber des Lehrstuhls für BWL, rechnergestütztes Controlling im Fachbereich Wirtschaftswissenschaft.

## Leben
Nach dem Abitur studierte Matthes Betriebswirtschaft an der Freien Universität Berlin und schloss dort 1966 sein Studium als Diplom-Kaufmann ab. 1969 wurde er dort zum Dr. rer. pol. am Institut für Industrieforschung (Direktor: Erich Kosiol) promoviert.
Ab 1969 war er als wissenschaftlicher Assistent am Lehrstuhl für Industriebetriebslehre, danach für Unternehmensforschung (bei Horst Steinmann u. M. Meyer) tätig.
Ab 1971 war Matthes als Assistenzprofessor für Betriebswirtschaftslehre im Fachbereich Wirtschaftswissenschaft der FU Berlin, Institut für Unternehmensführung, Fachgebiet Unternehmensforschung beschäftigt (Direktor: P. Mevert), die Habilitation für Betriebswirtschaftslehre an der FU Berlin erfolgte im Jahr 1974.
Im Jahr 1976 wurde er zum Professor für Betriebswirtschaftslehre an der Universität zu Köln ernannt. An der Universität zu Köln übernahm er zudem von 1980 bis 1986 vertretungsweise den Lehrstuhl für Betriebswirtschaftliche Planung im Planungsseminar (von Norbert Szyperski).
1987 wurde er zum Professor für Betriebswirtschaftslehre, insbesondere Rechnergestütztes Controlling an der Bergischen Universität Wuppertal berufen.
Ab Herbst 1991 bis zum Jahr 2001 war er zudem der Dekan des Fachbereichs Wirtschaftswissenschaft. Im Anschluss daran leitete er von 2001 bis 30. September 2005 auch den erweiterten Fachbereich Wirtschafts- und Sozialwissenschaften an der Bergischen Universität Wuppertal und war damit 14 Jahre als Dekan tätig. Von 2003 bis 2005 war Matthes auch der Koordinator des Projektes bizeps (Bergisch-Märkische Initiative zur Förderung von Existenzgründungen, Projekten und Strukturen) und von 2006 bis 2009 war er Vorsitzender des Prüfungsausschusses für den integrierten Studiengang Wirtschaftswissenschaft an der Bergischen Universität Wuppertal.

## Forschung und Praxis
Seine praxisrelevanten Forschungsfelder am Lehrstuhl für BWL, insbesondere rechnergestütztes Controlling waren u.a:.
- die Methodik des verteilten Controlling,
- das angewandte Controlling (Branchenanwendungen),
- der Bereich Entwicklungscontrolling.

In den Forschungsbereichen wurden an der Universität zu Köln und an der Bergischen Universität Wuppertal zahlreiche Dissertationen erfolgreich erarbeitet und regelmäßig Praxisprojekte und Kooperationen mit nationalen und internationalen Unternehmen in den oben genannten Bereichen durchgeführt.

## Werke (Auswahl)
- Produktionsfunktion / Prozessmodell vom Typ G – Erweiterung der Produktionsfunktion Typ F – eine Zusammenfassung, Betriebswirtschaftlicher Forschungsbericht Nr. 13/2008, 60 S., Wuppertal Mai 2008.
- Analysen zum operativ-gestützten strategischen Controlling: Fallstudie zum UMTS-Markt, Betriebswirtschaftlicher Forschungsbericht Nr. 11/2006, 2., aktualisierte und erweiterte Auflage, 171 S., Wuppertal 2006 (mit Thorsten Böth und Markus Pütz).
- Dynamische Einzelproduktionsfunktion der Unternehmung (Produktionsfunktion vom Typ F), Betriebswirtschaftlicher Forschungsbericht Nr. 3/2006, 4. Aufl., Nachdruck von 1991 (DBW-Depot 80-2-4, Stuttgart 1980), 92 S., Wuppertal 2006.
- Gründungs- und Entwicklungscontrolling als Rationalitätssicherung der Unternehmung, in: Entrepreneurship in Forschung und Lehre, Hrsg. K. Walterscheid, Frankfurt a. M. 2003, S. 167–184.
- Empirische Analysen zum Controlling, in: Zur Zukunft der Controllingforschung – Empirie, Schnittstellen und Umsetzung in der Lehre, Hrsg. J. Weber, B. Hirsch, Wiesbaden 2003, S. 99–116 (mit Thorsten Böth und Markus Pütz).
- Zur Axiomatik des Controlling, in: Controlling als akademische Disziplin – Eine Bestandsaufnahme, Hrsg. J. Weber, B. Hirsch, Wiesbaden 2002, S. 131–143.
- Gründungscontrolling – Gründungscontrolling zur Sicherung des Unternehmenserfolgs, in: Gründungsmanagement: mit Aufgaben und Lösungen, Hrsg. L. T. Koch, Ch. Zacharias, München / Wien 2001, S. 321–339.
- Unternehmensentwicklung als Aufgabe des Entwicklungscontrolling, in: G-Forum 1999, Hrsg. H. Klandt u. a., Lohmar / Köln 2000, S. 205–222 (mit Jürgen Dederichs und Markus Pütz).
- Produktionstheorie, funktionalistische, in: Handwörterbuch der Produktionswirtschaft, 2. Aufl., Hrsg. W. Kern, H.-H. Schröder, J. Weber, Stuttgart 1996, Sp. 1569–1584.
- Integrierte Einzelprozeßrechnung (EPR/IPRS) – Problemprämissen und Grundstruktur (Modul I zur integrierten Projektsteuerung IPS), Betriebswirtschaftlicher Forschungsbericht Nr. 1/1991, 3. Aufl. (DBW-Depot 84-2-8, Stuttgart 1984), 224 S., Wuppertal 1991 (mit Andreas Schmidt).
- Evaluation Techniques, in: Handbook of German Business Management, Hrsg. E. Grochla u. a., Stuttgart 1990, Band 1, Sp. 852–861.
- KOLLPROG – Module eines kollektiven Prognosesystems zur Entwicklungsplanung der Unternehmung, in: Mikrorechnereinsatz in den Wirtschaftswissenschaften, Hrsg. G. Beuermann, M. R. Wolff, München / Wien 1989, S. 149–174.
- Phasen des Managementprozesses, in: wisu, 18. Jg. (1986), Heft 6, S. 283–290.
- Betriebswirtschaftliche Planungs- und Prognoseverfahren, in: Betriebswirtschaftliche Forschung und Praxis (BFuP), 1983, Nr. 6, S. 526–550 (mit G. Buchinger, M. Stach, P. Stahlknecht, A. Töpfer).
- Planpufferzeiten in Projektnetzen, in: Zeitschrift für Betriebswirtschaft (ZfB), Hrsg. E. Gutenberg u. a., 50 (1980), Nr. 2, S. 127–147.
- Terminierungsmodelle für klinische Prozesse, Teil III: Terminsynthese, Beiträge zur Unternehmensforschung Nr. 5, Hrsg. Institut für Unternehmensforschung der Freien Universität Berlin, 145 S., Berlin 1973.
- Terminierungsmodelle für klinische Prozesse, Teil I u. II: Terminanalyse, Beiträge zur Unternehmensforschung Nr. 4, Hrsg. Institut für Unternehmensforschung der Freien Universität Berlin, 250 S., Berlin 1973.
- Grundmodell der Prozeßstruktur der Unternehmung, 95 S., Verlag Duncker & Humblot, Berlin 1972.
- Wissenschaftstheoretische Überlegungen zum System Gutenbergs, in: Wissenschaftstheorie und Betriebswirtschaftslehre, Hrsg. D. Dlugos, G. Eberlein, H. Steinmann, Düsseldorf 1972, S. 119–151 (mit Horst Steinmann).
- Anmerkungen zur betriebswirtschaftlichen Rechnungstheorie, Beiträge zur Unternehmensforschung Nr. 3, Hrsg. Institut für Unternehmensforschung der Freien Universität Berlin, 85 S., Berlin 1971.
- Probleme der simultanen Optimierung von Leistungsprozessen in Unternehmungen, Betriebswirtschaftliche Forschungsergebnisse, Band 52, Hrsg. E. Kosiol u. a., 360 S., Berlin 1970.

## Herausgeberschaft
- Mitherausgeber der Schriftenreihe: "Quantitative Ökonomie" zus. mit E. Bomsdorf (Köln) und W. Kösters (Bochum), Verlag Josef Eul, Bergisch Gladbach/Köln. (Stand bis April 2008: 152 Bände)
- Mitherausgeber der Schriftenreihe: "Planung, Organisation und Unternehmungsführung" zus. mit N. Szyperski (Köln), U. Winand (Kassel), J. Griese (Bern) u. a., Verlag Josef Eul, Bergisch Gladbach/Köln. (Stand bis April 2008: 121 Bände)
- Herausgeber der Schriftenreihe: "Europäische Wirtschaft", Verlag Josef Eul, Bergisch Gladbach/Köln.
- Mitherausgeber der Reihe "Beiträge zur Unternehmensgründung und Wirtschaftsentwicklung" des Gründerseminars im Fachbereich B der Bergischen Universität Wuppertal, zus. mit U. Braukmann und L. T. Koch.